# Lazy Lake
Lazy Lake é uma aldeia localizada no estado americano da Flórida, no condado de Broward. Foi incorporada em 1953.

## Geografia
De acordo com o United States Census Bureau, a aldeia tem uma área de 0,05 km², onde todos os 0,05 km² estão cobertos por terra.

### Localidades na vizinhança
O diagrama seguinte representa as localidades num raio de 8 km ao redor de Lazy Lake.

## Demografia
Segundo o censo nacional de 2010, a sua população é de 24 habitantes e sua densidade populacional é de 463,3 hab/km². É a localidade menos populosa do condado de Broward. Possui 15 residências, que resulta em uma densidade de 289,6 residências/km².